# Jan-Christian Montelius
Jan-Christian Oscar Alvar Montelius, född den 10 september 1922 i Uppsala, död den 9 januari 2011 i Danderyds församling, Stockholms län, var en svensk ämbetsman.  Han var son till Alvar Montelius.
Montelius avlade juris kandidatexamen vid Uppsala universitet 1951. Han genomförde tingstjänstgöring i Mellersta Värends domsaga 1951–1953. Montelius blev amanuensaspirant i Justitiedepartementet 1953, extra amanuens i Civildepartementet 1955, extra ordinarie kanslisekreterare där 1957, förste kanslisekreterare 1962 (tillförordnad 1958, extra ordinarie 1961), budgetsekreterare 1963 (tillförordnad 1962) och byrådirektör 1963. Han var departementsråd i Civildepartementet 1965–1969, i Finansdepartementet 1969–1976, i Budgetdepartementet 1976–1979, expeditionschef i Budgetdepartementet  1979–1982 och i Civildepartementet 1983–1985. Montelius var förste kurator i Stockholms nation i Uppsala 1950. Han var ledamot och sekreterare i ett flertal statliga utredningar. Montelius blev riddare av Nordstjärneorden 1967 och kommendör av samma orden 1971. Han vilar på Djursholms begravningsplats.